# Toolenburgerplas
De Toolenburgerplas is een kunstmatig meertje en een natuur- en recreatiedomein van ruim 85 hectare in de Nederlandse plaats Hoofddorp, ten westen van de woonwijk Toolenburg. Het recreatiegebied en meertje zijn sinds 2003 officieel in gebruik.
Het gebied is ontstaan in 1994 door zandwinning voor de wijken Toolenburg en Floriande. Op het toenmalig braakliggende akkerland ontstond een steeds grotere waterplas omgeven door zandbergen. Het gebied is omsloten door bebouwing van de woonwijk, de IJweg, de Bennebroekerweg en de busbaan van de Zuidtangent.
De Toolenburgerplas werd officieel geopend op 31 mei 2010 en wordt beheerd door de gemeente Haarlemmermeer.
Het domein bestaat uit een parkgebied, een natuurgebied en een gebied voor oever- en waterrecreatie dat populair is bij surfers en duikers. Het wandelpad rondom de plas is 3,2 km lang.
Aan de plas ligt een aantal horecagelegenheden en een rondetijdsysteem voor sporters.
In 2013 trok het gebied circa 1,4 miljoen bezoekers.